# Batrachyla fitzroya
Batrachyla fitzroya es una especie  de anfibios de la familia Leptodactylidae.

## Distribución geográfica
Es endémica de Isla Grande en el Lago Menéndez del Parque Nacional Los Alerces, Provincia del Chubut (Argentina).